# Brasch
Brasch eller von Brasch är en tysk-baltisk adelsätt med ursprung i Mecklenburg.
Vapen: tre sexbladiga röda rosor, i en silverbjälke på en röd sköld, med två silverkulor över och under bjälken

## Ätten Brasch i Estland
Genom att Konrad Eduard von Brasch  köpte godset Jöggis i nuvarande Kullamaa kommun i Estland, kom ätten att bli baltisk, och introducerades 1878 på Estlands riddarhus.  Ätten ägde gods i Estland fram till den Estniska landreformen 1919.

## Medlemmar i urval
- Christian Henrik Brasch, (1811-1894), dansk historiker